# Salangský průsmyk
Salangský průsmyk (persky كتل سالنگ) je horský průsmyk v Afghánistánu, v pohoří Hindúkuš. Leží v nadmořské výšce 3 878 m n. m. Tento průsmyk hraje klíčovou roli ve spojení severního Afghánistánu s Kábulem a dále s jižními oblastmi země a Pákistánem, což mu propůjčuje značný strategický význam. Nedaleko průsmyku pramení řeka Salang.
V roce 1964 Sovětský svaz dokončil výstavbu Salangského tunelu pod průsmykem, který se nachází ve výšce 3 400 m n. m. Ve své době se jednalo o nejdelší tunel na světě. Tento tunel výrazně zkrátil cestovní dobu mezi severem a jihem země a zlepšil celoroční průjezdnost, která byla dříve omezena kvůli nepříznivým povětrnostním podmínkám.
Nicméně, oblast je náchylná k přírodním katastrofám, zejména lavinám. V únoru 2010 zasáhla průsmyk série nejméně sedmnácti lavin po několikadenním silném sněžení, což vedlo k tragédii s více než 160 oběťmi na životech. Laviny zavalily silnici a strhly do propastí auta i autobusy, uvěznily přibližně 3 000 lidí, z nichž přes 2 500 bylo následně zachráněno.

## Externí odkazy

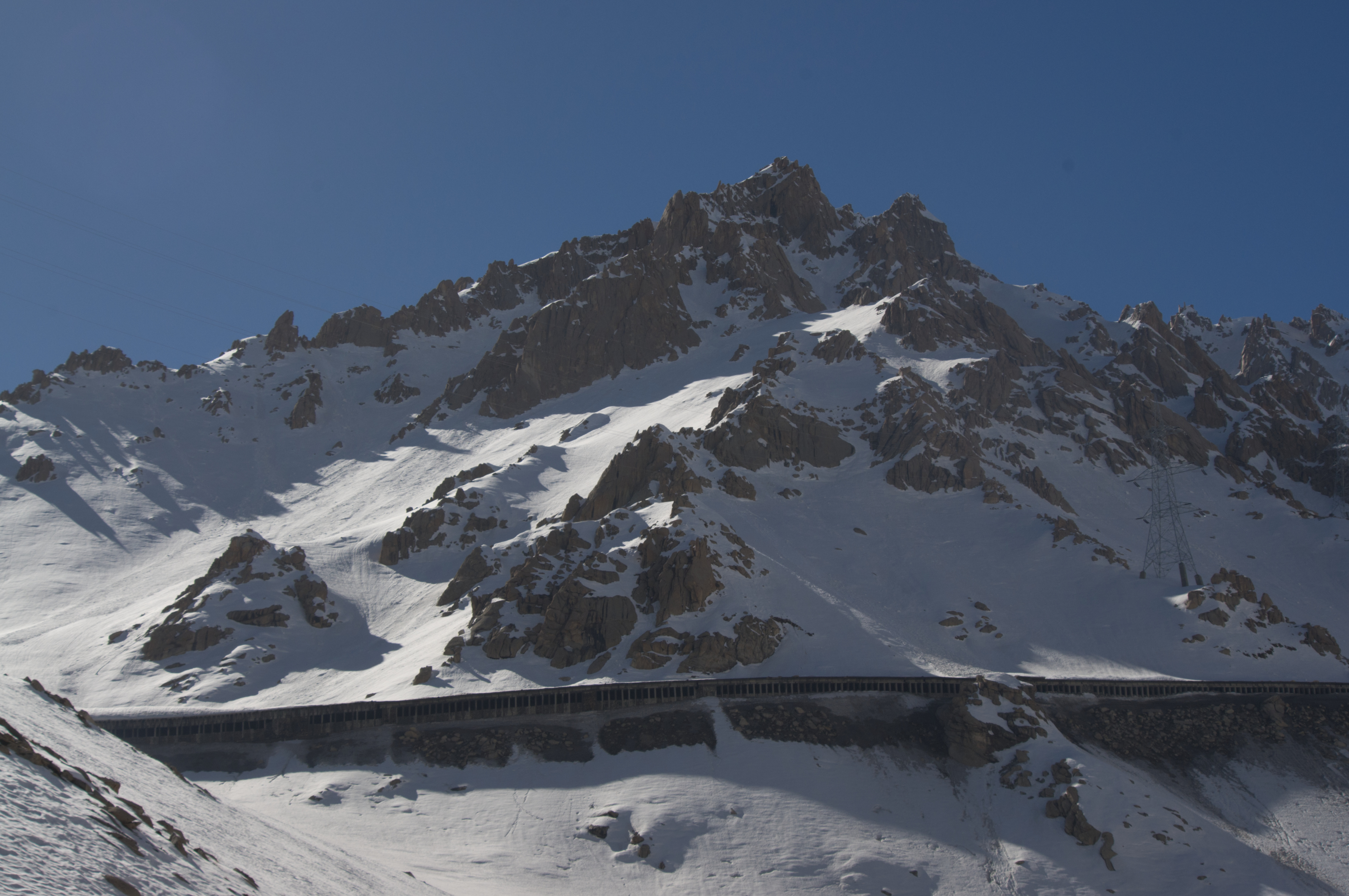
Tunel v Salangském průsmyku